# Achelia shepherdi
Achelia shepherdi là một loài nhện biển trong họ Ammotheidae. Loài này thuộc chi Achelia. Achelia shepherdi được miêu tả khoa học năm 1973 bởi Stock.